# FM石川ニュース
『FM石川ニュース』（エフエムいしかわニュース）は、エフエム石川で放送されているニュース番組。

## 概要
1990年4月1日の開局時より放送されている自社制作のニュース番組（スポットニュース）である。『FM石川ニュース』では、『北國新聞ニュース』と『北陸中日新聞ニュース』が月によって午前と午後に分かれて放送されている。また、エフエム石川で放送される『JFNニュース』もこの番組のタイトルに差し替えされている。
開局当初からローカルニュースは、平日・土曜は6回、日曜は4回放送されてきたが、2009年4月からローカルニュースは平日のみに変更されている。ニュースは全国ニュース2項目と石川県内のニュース1項目で、原則として最後に石川県内のニュースを伝えている。『JFNニュース』とは違い、事件の被疑者の氏名および年齢を伝えるだけでなく、交通事故の加害者（道路交通法や危険運転致死傷罪での被疑者でない場合も含む）の氏名や年齢も原則として公表している。
タイトルコール読み上げは広部倫世（元エフエム石川アナウンサー、開局時から使用）、『JFNニュース』を松岡理恵が担当している。主に（北國新聞ニュース・北陸中日新聞ニュースの場合）「FM石川ニュース。この時間は○○（北國・北陸中日）新聞ニュースをお伝えします（でした）。」 / （JFNニュース）「FM石川ニュース。この時間はJFNニュースをお送りします（しました）。」というものが使用される。提供が一社の場合はその企業のキャッチコピーも流す場合がある。また、2009年11月放送分より『JFNニュース』のタイトルコールにはBGMが付けられている。
番組表においては、北國新聞・富山新聞においては北國新聞N、北陸中日新聞・日刊県民福井・中日新聞（福井県版）・中日スポーツ（石川・富山）では北陸中日新聞Nと記載されている。これは、ニュースの内容がJFNニュースである場合も同様である。
なお、BGMは自社制作のニュースとJFNニュースでそれぞれ異なっている。また、金曜の『Dream Friday FROM K!』に内包されているニュースでは、ジングルとしてTOKIOの「ありがとう…勇気〜Hyper Energy Mix〜」（『Best E.P Selection of TOKIO』のボーナストラックとして収録）のイントロが流れる。スポンサーがない場合、番組宣伝や公共広告（日本赤十字社や日本民間放送連盟など、最終の時間帯のみACジャパン）が放送される。
中日新聞社と石川テレビ放送が全株式を北國新聞社に譲渡したため、2024年（令和6年）6月28日で『北陸中日新聞ニュース』は終了となった。

## 放送時間
2019年4月以降

★印：北國新聞ニュース（偶数月）、北陸中日新聞ニュース（奇数月）

☆印：北陸中日新聞ニュース（偶数月）、北國新聞ニュース（奇数月）※★印の逆パターン

◎印：JFNニュース（タイトル差し替え）

### 平日
- 7:55★
- 8:55★
- 11:55★
- 15:55☆（2014年12月31日までは金曜のみ）
- 17:40☆（月曜 - 木曜）
- 18:30☆（月曜 - 木曜、2019年3月28日までは18:40）
- 18:55☆（金曜）
- 19:55◎（月曜 - 木曜、2015年1月1日より設定）、☆（金曜）
- 24:55◎

FM石川ニュースとして扱われない時間帯
いずれも共同通信社配信のニュース。
- 金曜 - 14:00・17:45（ヘッドラインニュース）

### 土曜・日曜
2012年7月からは14時台に放送していた交通情報を廃止し、ニュース枠に割り当てしている。
- 8:55◎
- 11:55◎
- 14:55◎
- 16:55◎
- 18:55◎
- 20:55◎
- 21:55◎
- 22:55◎

## 放送回数の変遷
1990年4月 - 2009年3月
- 平日：午前3回、午後3回（JFNニュースなし）
- 土曜：午前3回、午後4回（22:55にJFNニュース）
- 日曜：午前2回、午後3回（22:55にJFNニュース）

2009年4月 - 2014年12月
- 平日：午前3回、午後4回（24:55にJFNニュース）
- 土曜・日曜：午前2回、午後5回（すべてJFNニュース、土曜日の20:55は2014年に設定）

2015年1月 - 2016年3月
- 平日：午前3回、午後5回（月曜 - 木曜の19:55、24:55にJFNニュース）
- 土曜・日曜：午前2回、午後5回（すべてJFNニュース）